# Qualidade (filosofia)
Qualidade (do Latim qualitas) é um atributo ou uma propriedade. Os atributos são imputáveis por um sujeito enquanto as propriedades são inerentes. Na filosofia contemporânea, a ideia de qualidade e especialmente como distinguir certos tipos de qualidade de outros permanece controversa.

O termo deriva do neologismo qualitas cunhado por Cícero, ao traduzir o termo grego criado por Platão no Teeteto:
"Não encontramos que eles dizem que o calor, a brancura ou qualquer coisa que você queira surge de alguma maneira como esta, a saber, que cada um desses se move simultaneamente com a percepção entre o elemento ativo e o passivo, e o passivo se torna percipiente, mas não a percepção, e o ativo se torna tal-e-tal (poion ti), mas não a talidade/qualidade (poiotêta)? ... O elemento ativo não se torna talidade (qualidade essencial) calor, ou brancura. Ele se torna tal-e-tal (instância da qualidade): quente, ou branco - e assim por diante."

## Histórico
Qualidade é uma noção que foi desenvolvida por Platão no contexto de sua Teoria das Formas, em que elaborou níveis de atributos e suas relações participantes nas Ideias. Aristóteles analisou qualidades em seu livro Categorias, trabalho lógico em que incluiu-a como uma das dez categorias, dentre elas substância (ousia) e quantidade (poson). Para ele, qualidades são hilomorficamente atributos formais, como "branco" ou "gramatical". Categorias de estado, como "calçado" e "armado", também são qualidades não essenciais (katà symbebekós). Aristóteles observou: "uma e a  mesma substância, mantendo sua identidade, ainda é capaz de admitir qualidades contrárias. A mesma pessoa individual é ao mesmo tempo branca, outra preta, a uma vez quente, em outra fria, uma vez boa, outra ruim. Essa capacidade não é encontrada em nenhum outro lugar... é a marca peculiar da substância que ela deve ser capaz de admitir qualidades contrárias; pois é mudando por si só que faz isso". Aristóteles descreveu quatro tipos de opostos qualitativos: correlativos, contrários, privados e positivos.
Os estoicos adotaram também o conceito de qualidade descrevendo os entes materiais como qualificados (poia, em plural), distinguindo a qualificação ou quale, poion, entre individual e genérica, e a qualidade, poiotês, entre particular e comum. A discussão sobre a diferença das qualificações segue no médio platonismo e neoplatonismo: Antíoco de Ascalão descreve a descendência das Formas platônicas, as quais ele identifica como poiotês (qualidade), até às matérias qualificadas (poia); Já Plotino adota outra interpretação dos termos, considera que as Formas do mundo inteligível são transcendentes e, por serem as únicas essências imutáveis, podem apenas ser chamadas de substância (ousia), enquanto para ele as "qualidades" (poion e poiotes) designam apenas aquelas do logos intermediário (Alma do Mundo), que permite o acesso ao Intelecto - e mais propriamente as entidades sensíveis, que são acidentais. Ele chama de "qualidade ativa" as pertinentes ao logos, porque elas atualizam a potência e manifestam as formas físicas percebidas, e de "qualidade passiva" as dos fenômenos sensíveis.
John Locke apresentou uma distinção entre qualidades primárias e secundárias em Um Ensaio acerca do Entendimento Humano. Para Locke, uma qualidade é uma ideia de uma sensação ou percepção. Locke afirma ainda que as qualidades podem ser divididas em dois tipos: qualidades primárias e secundárias. As qualidades primárias são intrínsecas a um objeto - uma coisa ou uma pessoa - enquanto as qualidades secundárias dependem da interpretação do modo subjetivo e do contexto da aparência. Por exemplo, uma sombra é uma qualidade secundária. Requer que uma certa iluminação seja aplicada a um objeto.  

## Concepções de qualidade
Filosofia e senso comum costumam conectar qualidades a sentimentos subjetivos ou a fatos objetivos. As qualidades de algo dependem de critérios aplicados com um ponto de vista neutro. Subjetivamente, algo pode ser bom por ser útil, por ser belo ou simplesmente por existir. Determinar ou encontrar qualidades envolve o entendimento do que é útil, do que é belo e do que existe. Comumente, qualidade pode significar um grau de excelência, como em "um produto de qualidade" ou "trabalho de qualidade média". Pode também se referir a uma propriedade de algo, como "uma qualidade viciante da nicotina"

## Panqualitismo
O panqualitismo ou panqualitatismo é uma visão filosófica que considera qualidades simples como a cor vermelha, a dor ou um sabor como existindo de uma forma não experienciada nas entidades físicas fundamentais. A matéria básica possuiria as qualidades da experiência psíquica como latentes, porém não necessariamente teria uma subjetividade. Um sujeito consciente experiencia qualidades e nisso ocorre a subjetividade; assim este difere das meras entidades físicas, apesar de compartilharem da qualitatividade. O termo tem seu primeiro uso na descrição feita por Herbert Feigl em 1960, o qual o credita a Stephen C. Pepper. É tido como uma ponte entre fisicalismo e pampsiquismo, sendo também classificado por Philip Goff como pamprotopsiquista. Versões de panqualitismo foram defendidas por William James, Ernst Mach, Bertrand Russell e Peter Unger.